# The Coalition
The Coalition — канадський розробник відеоігор, що розташовується у Ванкувері та належить Xbox Game Studios, підрозділу Microsoft. Студія була заснована у 2010 році як Zipline Studios. Після випуску дебютної гри Relic Rescue у 2011 році Zipline було перейменовано на Microsoft Game Studios Vancouver. У лютому 2012 року студія випустила авіасимулятор Microsoft Flight, а в листопаді того ж року отримала назву Black Tusk Studios. Після придбання Microsoft прав на серію шутерів від третьої особи Gears of War, студії доручили розробку нових ігор серії. У червні 2015 року Black Tusk була перейменована на The Coalition, а в серпні випустила Gears of War: Ultimate Edition — ремастер оригінальної Gears of War (2006). У наступні роки студія розробила Gears of War 4 (2016) та Gears 5 (2019). The Coalition також співпрацювала з Mediatonic та Splash Damage у створенні стратегії Gears Pop! (2019) і покрокової тактики Gears Tactics (2020) відповідно.

## Історія
The Coalition була заснована компанією Microsoft як Zipline Studios у лютому 2010 року. У 2011 році Zipline випустила гру Relic Rescue для Facebook, і того ж року була перейменована на Microsoft Game Studios Vancouver (MGS Vancouver). У лютому 2012 року студія випустила авіасимулятор Microsoft Flight, який отримав неоднозначні відгуки критиків. У липні Microsoft оголосила про припинення розробки гри, щоби переорієнтувати «довгострокові цілі та плани розвитку» компанії. Також Microsoft скасувала неанонсований шутер Project Columbia для Kinect та скоротила 35 співробітників студії. У листопаді MGS Vancouver була перейменована на Black Tusk Studios та отримала завдання створити нову велику франшизу для Microsoft Studios, подібну до серії Halo.

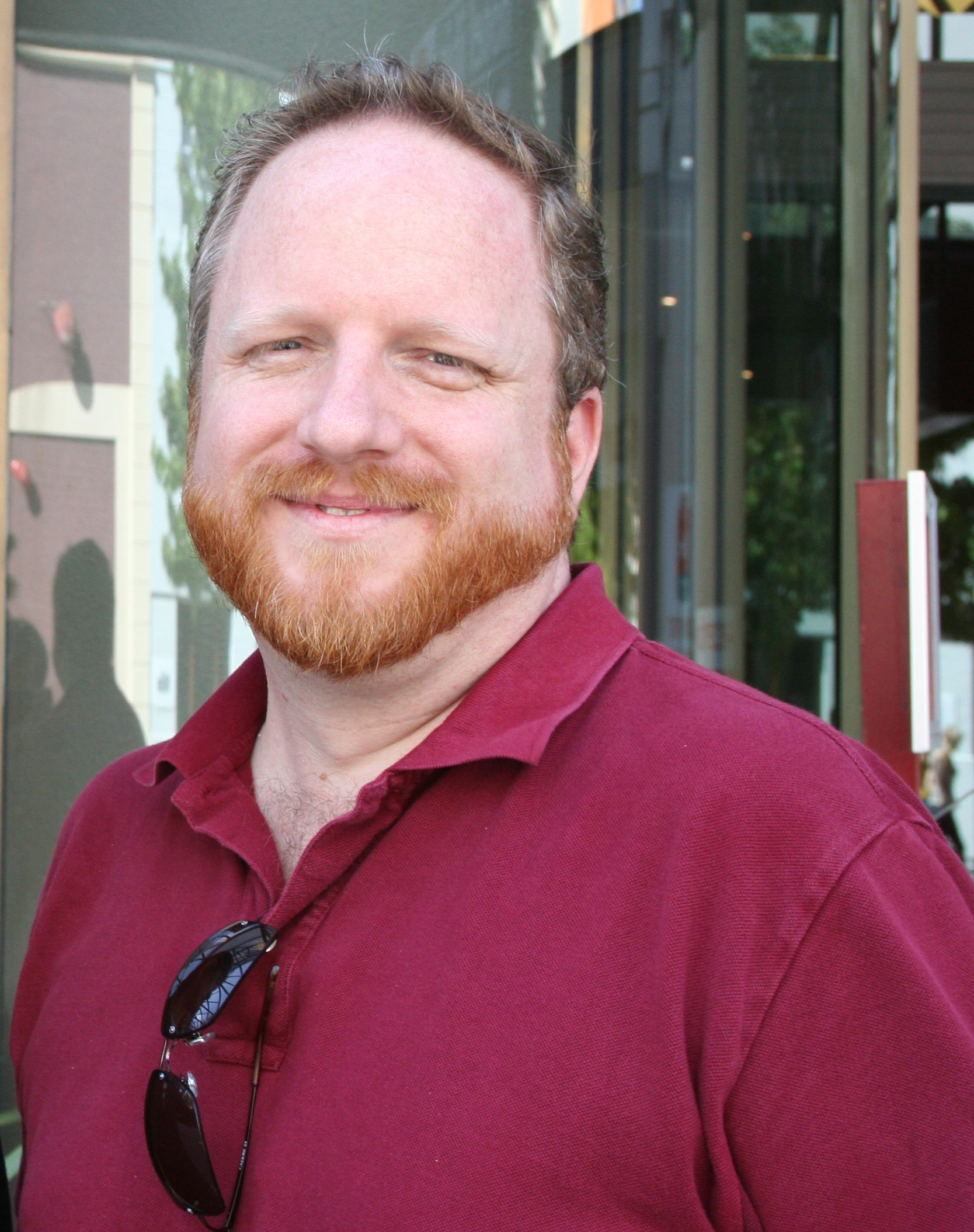
Род Ферґюссон, голова студії з 2014 до 2020 року

У 2014 році Microsoft придбала права на серію шутерів від третьої особи Gears of War в Epic Games і доручила розробку майбутніх ігор студії Black Tusk. Род Ферґюссон, який керував розробкою серії в Epic, очолив студію. У червні 2015 року Black Tusk була перейменована на The Coalition, а в серпні випустила Gears of War: Ultimate Edition — ремастер оригінальної Gears of War (2006). Гра отримала загалом схвальні відгуки критиків. Незадовго до цього The Coalition анонсувала Gears of War 4 (2016), яка оповідає про Джей Ді Фенікса, сина протагоніста попередніх частин Маркуса Фенікса, та його напарників, які борються із силами тоталітарної Коаліції об'єднаних держав і «Роєм» — відтвореною версією створінь з оригінальної трилогії, відомих як «Орда сарани». Гра отримала схвальні відгуки, а також була номінована як найкращий бойовик 2016 року на церемоніях D.I.C.E. Awards та The Game Awards. The Coalition співпрацювала з Mediatonic у створенні стратегії Gears Pop!, яка була випущена в серпні 2019 року та отримала неоднозначні відгуки критиків. У вересні студія випустила Gears 5, змістивши наративний акцент із Феніксів на Кейт Діас, напарницю Джей Ді, яка вирушає в подорож, щоб дізнатися правду про своє минуле та її зв'язок з «Ордою». Гра отримала схвальні відгуки та була номінована на кілька нагород, зокрема на церемонії Golden Joystick Awards, де здобула перемогу як найкраща гра 2019 року для Xbox.
У лютому 2020 року Фергюссон залишив свою посаду, щоби приєднатися до Blizzard Entertainment. Його місце зайняв директор з операцій Майк Крамп. У квітні було випущено покрокову тактику Gears Tactics, розроблену The Coalition спільно зі Splash Damage. Гра отримала схвальні відгуки критиків. У грудні студія випустила завантажуване доповнення Gears 5: Hivebusters, у якому оповідається про загін «Скорпіони», що виконує завдання з боротьби з «Роєм». Доповнення отримало схвальні відгуки. У травні 2021 року студія оголосила про перехід на ігровий рушій Unreal Engine 5 для своїх майбутніх проєктів. The Coalition брала участь в оптимізації технологічної демонстрації The Matrix Awakens для Xbox Series X/S, яка вийшла в грудні. У 2022 році менеджер із маркетингу Xbox Аарон Грінберг заявив, що The Coalition працює над кількома неанонсованими проєктами. У 2023 році стало відомо про скорочення штату студії в межах масових звільнень у Microsoft. У 2024 році The Coalition анонсувала Gears of War: E-Day, яка є приквелом оригінальної гри та знову оповідає про Маркуса Фенікса.

## Розроблені ігри

### Як Zipline Studio
| Рік  | Назва        | Платформа | Видавець       |
| ---- | ------------ | --------- | -------------- |
| 2011 | Relic Rescue | Facebook  | Facebook, Inc. |

### Як Microsoft Game Studios Vancouver
| Рік  | Назва            | Платформа | Видавець          |
| ---- | ---------------- | --------- | ----------------- |
| 2012 | Microsoft Flight | Windows   | Microsoft Studios |

### Як The Coalition
| Рік  | Назва                          | Платформа                          | Видавець          | Коментарі                                                   |
| ---- | ------------------------------ | ---------------------------------- | ----------------- | ----------------------------------------------------------- |
| 2015 | Gears of War: Ultimate Edition | Windows, Xbox One                  | Microsoft Studios | Ремастер Gears of War (2006), розробленої Epic Games        |
| 2016 | Gears of War 4                 | Windows, Xbox One                  | Microsoft Studios | —                                                           |
| 2019 | Gears Pop!                     | Android, iOS, Windows              | Xbox Game Studios | Розроблена спільно з Mediatonic                             |
| 2019 | Gears 5                        | Windows, Xbox One, Xbox Series X/S | Xbox Game Studios | Також розробила завантажуване доповнення Hivebusters (2020) |
| 2020 | Gears Tactics                  | Windows, Xbox One, Xbox Series X/S | Xbox Game Studios | Розроблена спільно зі Splash Damage                         |
| —    | Gears of War: E-Day            | —                                  | Xbox Game Studios | —                                                           |